# Arge rustica
Arge rustica is een vliesvleugelig insect uit de familie Argidae. De wetenschappelijke naam van de soort is gepubliceerd in 1758 door Linnaeus in de tiende editie van Systema naturae. 